# Lâm Thành Nguyên
Lâm Thành Nguyên (1904-1977), tự Hai Ngoán, là một chỉ huy Quân sự cao cấp của Lực lượng Vũ trang Giáo phái Hòa Hảo, cấp bậc Trung tướng trong Quân đội Quốc gia Việt Nam. Ông xuất thân từ trường Huấn luyện Quân sự Nghĩa đinh do Quân đội Pháp mở ra ở miền Tây Nam phần. Ông từng giữ chức Phó Tổng tư lệnh Quân đội Hòa Hảo. Sau đó, ông ra hợp tác với Chính phủ Quốc gia và phục vụ Quân đội Quốc gia.

## Thân thế
Ông có tên tục là Hai Ngoán, sinh năm 1904 tại Nhơn Nghĩa, Cần Thơ. Xuất thân từ gia đình đại điền chủ ở vùng Bảy Núi, được gia đình cho đi ăn học cả văn lẫn võ từ nhỏ, ông đã học xong năm cuối Trung học Đệ nhất cấp. Do ảnh hưởng tôn giáo của vùng Thất Sơn, ông gia nhập đạo Hòa Hảo từ rất sớm, khoảng cuối thập niên 1930.

## Quá trình hoạt động
Khoảng năm 1939-1940, tướng Georges Catroux, Toàn quyền Đông Dương, chủ trương tuyển mộ và huấn luyện sĩ quan người Việt cho Quân đội Pháp và Quân đội Thuộc địa, như là một giải pháp chuẩn bị cho chiến tranh. Một số trường đào tạo Chỉ huy Quân sự sơ cấp được mở ra trên toàn cõi Đông Dương. Do có chút ít học vấn, ông đăng ký theo học một khóa ngắn hạn tại trường Huấn luyện Quân sự Nội ứng Nghĩa đinh Cái Vồn. Một tín đồ Hòa Hảo khác là Trần Văn Soái, tự Năm Lửa, cũng theo học tại trường này. Ra trường là sĩ quan phục vụ trong Giáo phái Hòa Hảo.

### Quân đội Giáo phái Hòa Hảo
Sau khi trường Nội ứng Nghĩa đinh Cái Vồn đóng cửa, ông và Trần Văn Soái tập hợp một số tín đồ thành lập đội hộ vệ cho Giáo chủ Huỳnh Phú Sổ. Dưới sự hậu thuẫn của người Nhật, dần dần mở rộng thành các đội Bảo an bán quân sự, bảo vệ cho các vùng có đông tín đồ.
Cách mạng tháng 8 nổ ra, tuy nhiên không đầy 1 tháng sau, quân Pháp dưới sự yểm trợ của quân Anh đã nổ súng tái chiếm Nam Bộ. Nhằm tạo ra thế đối trọng với Việt Minh, về mặt chính trị, Giáo chủ Huỳnh Phú Sổ cho thành lập Việt Nam Dân chủ Xã hội Đảng, về quân sự, thống nhất các đội Bảo an thành một Lực lượng Vũ trang chung. Tháng 12 năm 1946, ông được Giáo chủ Huỳnh Phú Sổ phong cấp bậc Thiếu tá Chỉ huy phó Chi đội 30 Nguyễn Trung Trực trong Lực lượng Quân sự Hòa Hảo. Không lâu sau, giữa năm 1947 ông được thăng cấp Trung tá Chỉ huy Chi đội 30 Nguyễn Trung Trực, tuyên bố hợp tác vơi Chính phủ Quốc gia.
Sau khi Giáo chủ Huỳnh Phú Sổ đột ngột mất tích, các nhóm quân sự của Lực lượng Vũ trang Hòa Hảo bị chia rẽ. Lực lượng Quân sự Hòa Hảo mạnh nhất của Trần Văn Soái, mang danh nghĩa Quân đội Hòa Hảo, với khoảng 7.000 quân, hoạt động tại Cần Thơ, Vĩnh Long, đặt bản doanh tại Cái Vồn. Bấy giờ, ông đưa các đơn vị dưới quyền hợp tác với tướng Năm Lửa. Trên thực tế, với Lực lượng bản bộ khoảng 3.000 quân, ông hầu như tự trị tại khu vực Châu Đốc, Hà Tiên.
Chính vì vậy, khi ông Trần Văn Soái tự phong cấp bậc Thiếu tướng và ký kết Hiệp định Liên quân với Đại tá Cluzet, Tư lệnh Phân khu Tây Nam Bộ của Pháp, theo đó thì Lực lượng quân sự của Giáo phái Hòa Hảo sẽ được quân đội Pháp hậu thuẫn và xem như là Lực lượng Bổ sung (Suppletif Forces) để chống Việt Minh; bất mãn điều này, ông tuyên bố ly khai với Lực lượng của tướng Năm Lửa. Nhưng cuối năm 1948, ông được thăng cấp Đại tá trong Quân đội Hòa Hảo Dân Xã, đã quay lại hợp tác với tướng "Năm Lửa" và được cử làm Tư lệnh phó. Tuy nhiên, ông vẫn trực tiếp chỉ huy Lực lượng bản bộ của mình.

### Quân đội Quốc gia Việt Nam
Mãi đến khi chính phủ Quốc gia Việt Nam được thành lập năm 1949, ông mới tuyên bố hợp tác với chính phủ và ngày 14 tháng 2 cùng năm này ông được Quốc trưởng Bảo Đại đồng hóa cho ông cấp Đại tá Quân đội Quốc gia. Giữa năm 1953, ông được thăng cấp Thiếu tướng Quân đội Quốc gia nhưng vẫn chỉ huy Lực lượng bản bộ.
Ngày 13 tháng 8 năm 1954, ông giữ chức vụ Tư lệnh Lực lượng bản bộ Hòa Hảo Dân xã Nguyễn Trung Trực khu vực các tỉnh Châu Đốc, Long Xuyên và Hà Tiên. Ngày 24 tháng 9 cùng năm, ông được thăng cấp Trung tướng
Năm 1954, người Pháp thất bại tại trận Điện Biên Phủ, Chính quyền Thủ tướng Ngô Đình Diệm được thành lập, cố gắng giành ảnh hưởng chính trị trước thắng lợi quân sự của Việt Minh. Dưới sự hậu thuẫn của người Mỹ, Thủ tướng Diệm quyết tâm loại trừ ảnh hưởng của người Pháp cũng như các thế lực cát cứ. Các nhóm chính trị đối lập ủng hộ Quốc trưởng Bảo Đại thành lập Mặt trận Thống nhứt Toàn lực Quốc gia do Hộ pháp Phạm Công Tắc làm Chủ tịch, gửi một kiến nghị yêu cầu Thủ tướng Diệm trong vòng 4 ngày phải cải tổ Nội các với sự thỏa thuận của Mặt trận. Ông với tư cách là người đồng ký tên kiến nghị và thành viên phái đoàn được ủy nhiệm thảo luận và vào Dinh Độc Lập trao kiến nghị.
Tuy nhiên, kiến nghị bị Thủ tướng Diệm bác bỏ ngay lập tức. Các chính khách đối lập từ chức trong Chính phủ, các chỉ huy quân sự tuyên bố ly khai. Ông cũng đưa lực lượng bản bộ về Tổng hành dinh ở Cái Dầu. Tuy nhiên Thủ tướng Diệm vẫn không thay đổi quyết tâm giải tán các lực lượng vũ trang cát cứ, thống nhất quân đội.
Sau khi nhanh chóng dập tắt cuộc nổi loạn của Lực lượng Bình Xuyên do tướng Bảy Viễn cầm đầu và vô hiệu hóa âm mưu binh biến của tướng Nguyễn Văn Vỹ, lực lượng quân đội ủng hộ Thủ tướng Diệm mở chiến dịch Đinh Tiên Hoàng ngày 5 tháng 6 năm 1955, tấn công các đơn vị Vũ trang Hòa Hảo ly khai. Trước đó, lực lượng quân sự dưới quyền tướng Nguyễn Giác Ngộ ra tuyên bố quy thuận Thủ tướng Diệm. Các căn cứ Cái Vồn (Năm Lửa), Cái Dầu (Hai Ngoán) và Thốt Nốt (Ba Cụt) nhanh chóng thất thủ. Các đơn vị Hòa Hảo, lớp tan rã, lớp theo các chỉ huy rút chạy về khu vực biên giới Campuchia.

## Giải ngũ
Riêng tướng Hai Ngoán, sau khi rút quân về Chợ Mới, đã cho người liên lạc đồng ý quy thuận Chính phủ Thủ tướng Diệm với điều kiện vẫn giữ được tài sản. Điều kiện này đã được Thủ tướng Diệm chấp thuận và đồng hóa cấp bậc Trung tướng cho ông trong hệ thống Quân đội Quốc gia. Ông cho các lực lượng trung thành tập hợp về khu vực núi Cấm để chờ tiếp thu, còn Bộ chỉ huy được phép trở về căn cứ Cái Dầu. Mặc dù vậy, ông vẫn ngầm giúp đỡ các đơn vị của tướng Năm Lửa, Ba Cụt. Do đó về sau, Thủ tướng sau này là Tổng thống Ngô Đình Diệm không cho ông giữ bất kỳ một vai trò nào trong chính quyền cũng như trong quân sự, đồng thời quản thúc ông một cách chặt chẽ. Tuy nhiên vào cuối năm 1955, ông được giải ngũ.
Mãi sau khi Tổng thống Diệm bị lật đổ, những điều kiện quản thúc mới được dỡ bỏ. Nhằm mục đích trở lại hoạt động chính trường, ông đã tập hợp các đồng chí và thành lập Hội Cựu chiến sĩ Hòa Hảo–Dân Xã (sau đổi thành Tập đoàn Cựu chiến sĩ Hòa Hảo-Dân Xã) do ông làm Chủ tịch. Mặc dù mang danh nghĩa một đoàn thể ái hữu xã hội nhưng trên thực tế là một tổ chức chính trị, hoạt động theo giấy phép Bộ Nội vụ Việt Nam Cộng hòa số 4085/BNV/KS cấp ngày 08-05-1964. Từ năm 1966 đến 1969, ông là thành viên Ủy ban Lãnh đạo Việt Nam Dân chủ Xã hội Đảng Thống nhất. Năm 1970, Tập đoàn Cựu chiến sĩ Hòa Hảo-Dân Xã được hợp thức hóa bởi Nghị định số 457/BNV/KS/14 ngày 29-6-1970 theo luật 009/69 ấn định qui chế chánh đảng và đối lập chánh trị, trở thành tổ chức chính trị. Với tổ chức này, ông tham gia hoạt động trong chính trường với khối Tự Quyết và Liên minh Dân chủ Xã hội từ cuối năm 1972 đến đầu năm 1975.

## 1975
Sau ngày 30 tháng 4 ông ra trình diện Ủy ban quân quản Sài Gòn – Gia Định, bị Chính quyền mới giam giữ không thời hạn tại Đề lao Chí Hòa, Sài Gòn – Gia Định.
Năm 1977, trong tình trạng đau ốm, kiệt sức vì thiếu thuốc men và không có điều kiện chữa trị, ông từ trần tại Đề lao Chí Hòa, Thành phố Hồ Chí Minh, hưởng thọ 73 tuổi.

## Gia đình
- Thân phụ: Cụ Lâm Hồng

## Liên kết
- Lê Thành Thảo, Sinh hoạt Phật giáo Hòa Hảo trong cộng đồng quốc gia, Viện Đại học Saigon, Trường Đại học Văn khoa (1974)
- Nguyễn Long Thành Nam, Phật giáo Hòa Hảo trong dòng lịch sử dân tộc, Tập san Đuốc Từ Bi (1991)